# The Radio King

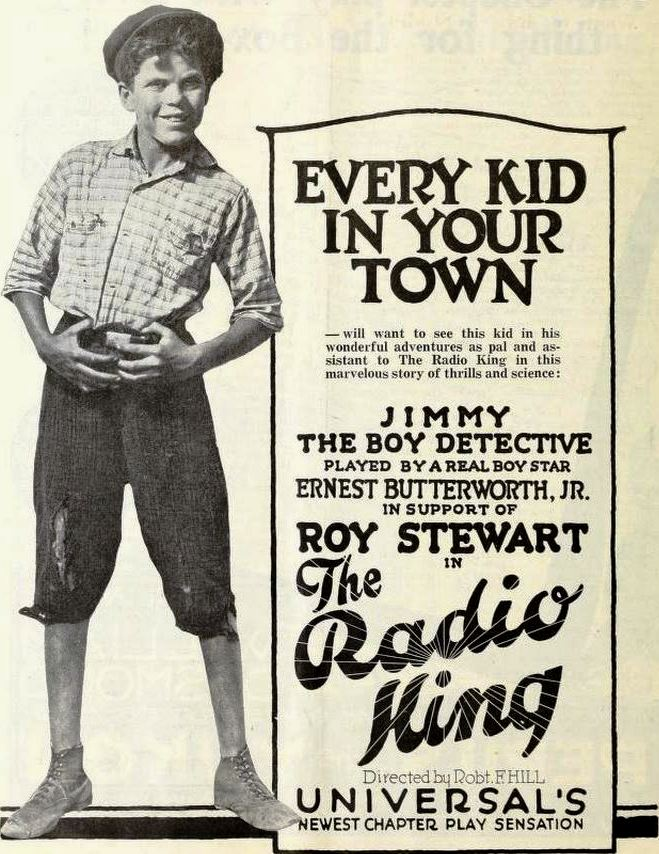
Anúncio de The Radio King, apresentando o ator infantil inglês Ernest Butterworth Jr. (1905 – 1986)

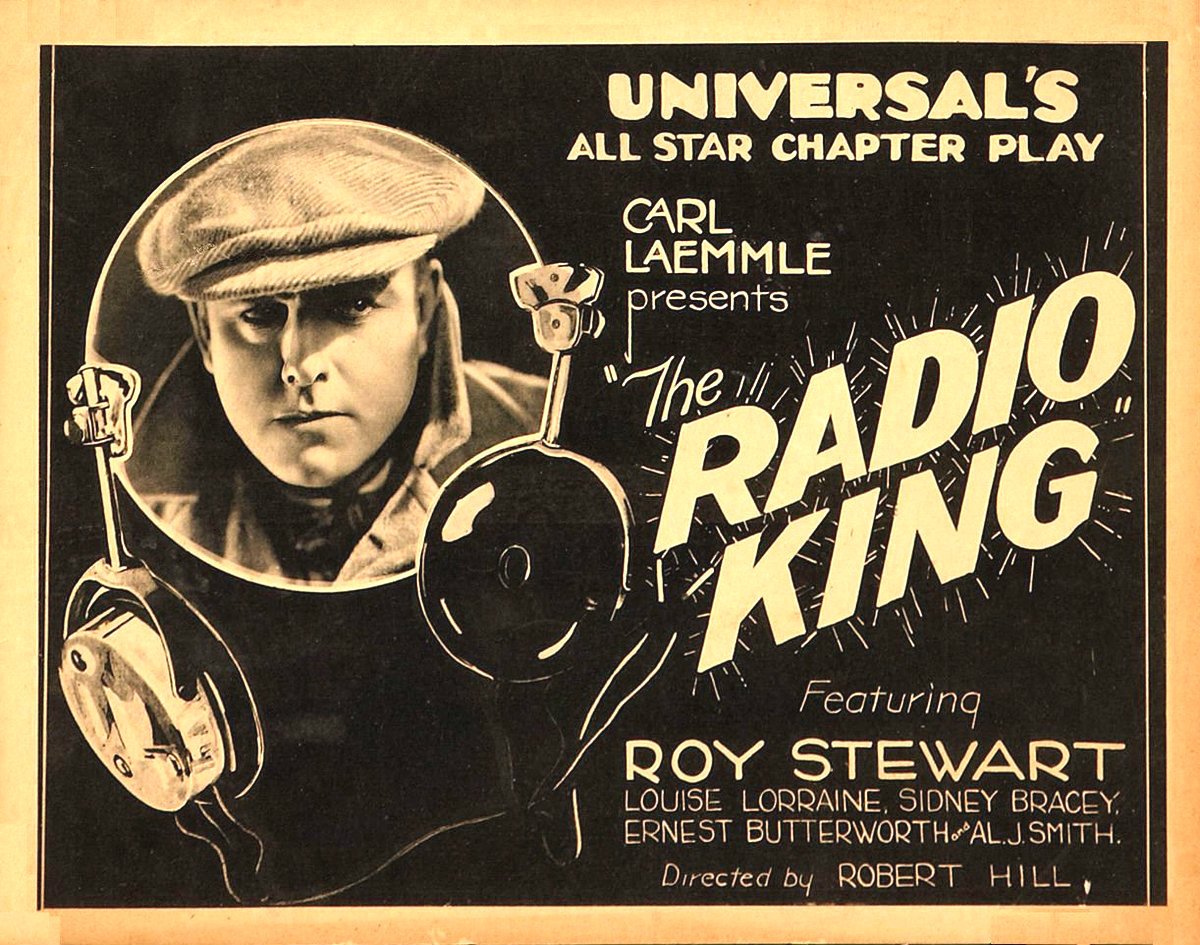
Cartaz do seriado The Radio King.

The Radio King é um seriado estadunidense de 1922, gênero ação e Ficção Científica, dirigido por Robert F. Hill, em 10 capítulos, estrelado por Roy Stewart e Louise Lorraine. Produzido e distribuído pela Universal Pictures, veiculou nos cinemas estadunidenses a partir de 30 de outubro de 1922.
Originalmente criado por George Bronson Howard como um seriado para a Radio News em 1922, foi lançado como seriado de cinema no mesmo ano.
Mickey Ashley e Robert A. Lowndes, em “Gernsback Days: a study of the evolution of moderne science fiction from 1911 to 1936”  (2004), defendem “The Radio King” como um seriado de ficção científica.
Este seriado é considerado perdido.

## Sinopse
Bradley Lane é um detetive "científico", alguém que usa a mais recente tecnologia para resolver crimes. Especialista em rádio, ele usa microfones para escutas telefônicas, alguns deles de sua própria invenção. Ele confronta o cientista louco Marnee, o “Wizard of the Electrons”, um agente de cadeira de rodas dos sovietes, que planeja conquistar o mundo. Marnee tem várias armas avançadas à sua disposição, incluindo a “Master Wave” uma onda de mestre que “anulará o rádio e a eletricidade em todo o mundo”, enquanto Lane tem um andróide.

## Elenco
- Roy Stewart - Bradley Lane
- Louise Lorraine - Ruth Leyden
- Sidney Bracey - Marnee
- Albert J. Smith - Renally (creditado Al Smith)
- Clark Comstock - John Leyden
- Ernest Butterworth Jr. - Jim Lawton
- Fontaine La Rue - Doria
- Slim Whitaker – Homem misterioso
- Lew Meehan
- Marion Feducha (creditada Marion Faducha)
- Helen Broneau
- Joseph North
- D. Mitsoras (creditado D.J. Mitsoras)
- Laddie Earle
- Charles Force

## Capítulos
1. A Cry for Help
2. The Secret of the Air
3. A Battle of Wits
4. Warned by Radio
5. Ship of Doom
6. S.O.S.
7. Saved by Wireless
8. The Master Wave
9. The Trail of Vengeance
10. Saved by Science